# Thomas Bee
Thomas Bee (* 1739 in Charleston, Provinz South Carolina; † 18. Februar 1812 in Pendleton, South Carolina) war ein US-amerikanischer Jurist und Politiker. Er fungierte von 1790 bis 1812 als Bundesrichter am Bundesbezirksgericht für den Distrikt von South Carolina.

## Werdegang
Thomas Bee wurde von einem Tutor zuhause unterrichtet, bevor er später die University of Oxford in England besuchte. Er studierte Jura und begann nach Erhalt seiner Zulassung als Anwalt am 27. Januar 1761 in Charleston zu praktizieren. Bee hatte 1769 das Amt des Stempelsteuerkommissars in Charleston inne. Dann war er 1775 als Friedensrichter tätig sowie zwischen 1776 und 1778 als Verwaltungsrichter. Am 11. Juni 1790 nominierte ihn US-Präsident George Washington als Nachfolger von William Drayton zum Richter am United States Court for the District of South Carolina. Bee wurde drei Tage später vom US-Senat bestätigt und erhielt am selben Tag seine Ernennung. Bee bekleidete diese Stellung bis zu seinem Tod. 1801 wurde Bee infolge des Midnight Judges Act von US-Präsident John Adams für den Posten des vorsitzenden Richters (Chief Judge) des fünften Gerichtsbezirks nominierte und bestätigt, allerdings lehnte dieser den Posten ab. Bee veröffentlichte 1810 die Entscheidungssammlungen des Amtsgerichts von South Carolina. Ferner betrieb er in Charleston eine eigene Plantage.
Bee verfolgte auch eine politische Laufbahn. Er vertrat mehrere Parishes (zwischen 1762 und 1764 St. Pauls, dann 1765 St. Peters und zuletzt zwischen 1772 und 1776 St. Andrews) im Repräsentantenhaus der Province of South Carolina. Überdies arbeitete er zwischen 1775 und 1776 im Council of Safety der revolutionären Bewegung mit. Bee nahm in dieser Zeit als Delegierter am ersten und zweiten Provinzkongress teil. Er war zwischen 1776 und 1779, 1781, 1782 und dann zwischen 1786 und 1788 Mitglied im Repräsentantenhaus von South Carolina. In dieser Zeit bekleidete er zwischen Januar und Februar 1779 das Amt des Speakers. Dann wählte man ihn zum Vizegouverneur von South Carolina, eine Stellung, die er zwischen 1779 und 1780 innehatte. Danach war er zwischen 1780 und 1782 Mitglied im Kontinentalkongress. Bee wurde in den Senat von South Carolina gewählt, wo er zwischen 1788 und 1790 tätig war. Er verstarb am 18. Februar 1812 in Pendleton und wurde dann auf dem Woodstock Cemetery in Goose Creek beigesetzt.

## Familie
Thomas Bee war der Vater von Barnard Elliot Bee senior (1787–1853), einem Diplomat der Republik Texas, und Urgroßvater des Kongressabgeordneten Carlos Bee (1867–1932).